# 1887 en el cinema

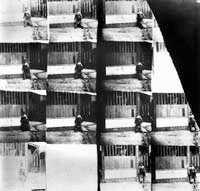
Man Walking Around a Corner, pel·lícula no restaurada i fotogrames originals del National Science Museum de Londres c. 1931. (Courtesia de NMPFT, Bradford)

Aquest article és una llista d'esdeveniments sobre el cinema que es van produir durant el 1887.

## Esdeveniments
- Hannibal Goodwin expedienta una patent per a la seva pel·lícula fotogràfica.
- Louis Le Prince fabrica la càmera de 16 lents (LPCC Type-16) als Estats Units i es filma Man Walking Around a Corner al mateix any.
- Agost – Harvey Henderson Wilcox registra el seu ranxo de 120 hectàrees a l'Oficina del Registrador del Comtat de Los Angeles, i anomena la zona on es troba, Hollywood, que després es convertiria en la llar de la indústria cinematogràfica estatunidenca.

## Pel·lícules
- Man Walking Around a Corner, dirigit per Louis Le Prince. La pel·lícula més antiga coneguda.[1]

## Naixements

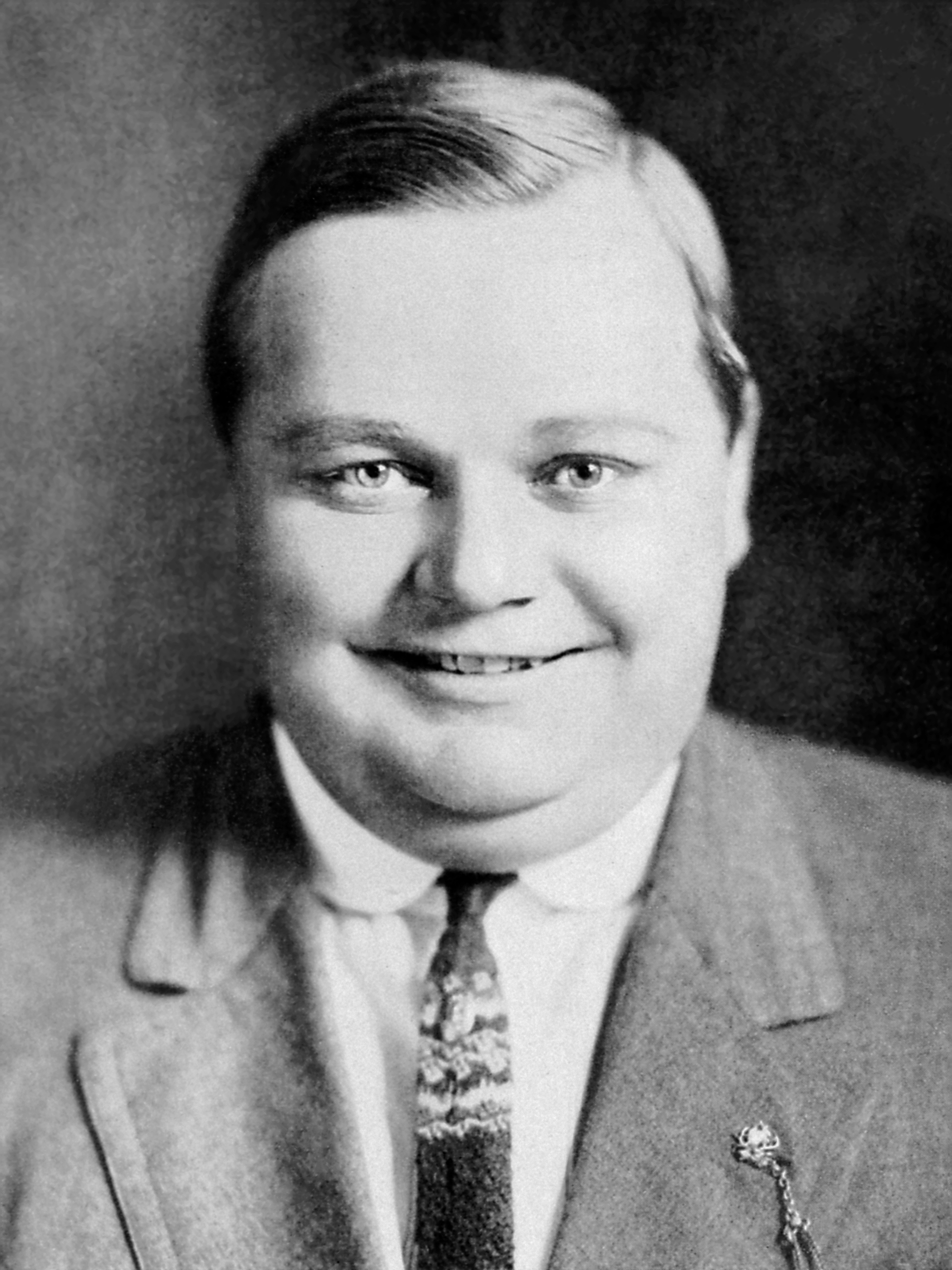
Roscoe "Fatty" Arbuckle

- Florence TurnerRoscoe "Fatty" Arbuckle6 de gener – Florence Turner, Actriu estatunidenca (morta el 1946)

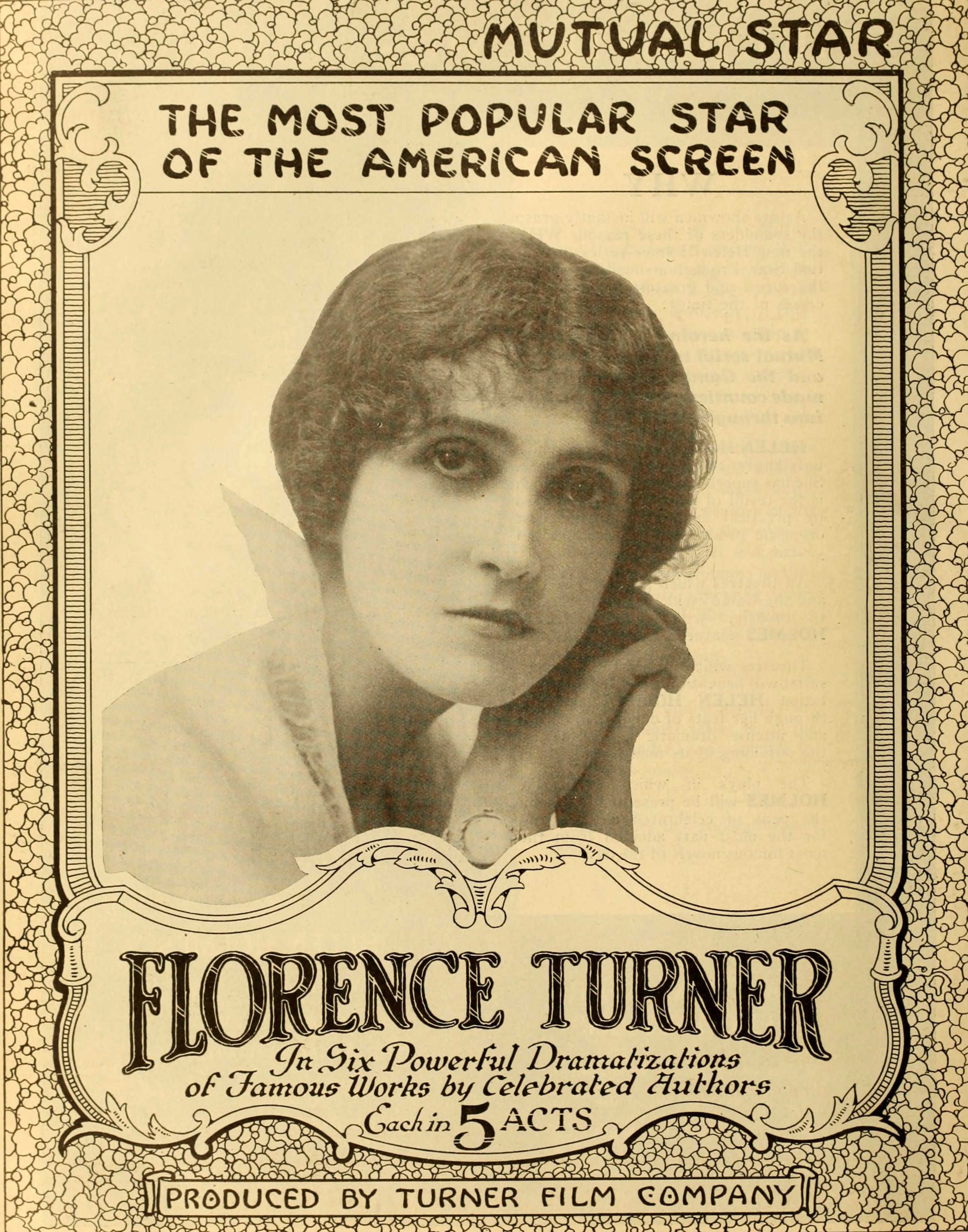
Florence Turner

- 11 de gener – Monte Blue, Actor estatunidenc (mort el 1963)
- 13 de gener – Gabriel Gabrio, Actor francès (mort el 1946)
- 13 de gener – Sophie Tucker, Cantant estatunidenca (morta el 1966)
- 21 de gener – André Andrejew, Escenògraf francès d'origen rus (mort el 1967)
- 16 de febrer – Kathleen Clifford, Actriu estatunidenca (morta el 1962)
- 21 de març – Frank Urson, Director i cineasta estatunidenc (mort el 1928)
- 24 de març – Roscoe Arbuckle, Actor i còmic estatunidenc (mort el 1933)
- 9 d'abril – Konrad Tom, Actor, guionista, director i cantant polonès (mort el 1957)
- 12 d'abril – Harold Lockwood, Actor estatunidenc (mort el 1918)
- 23 d'abril – Jenő Törzs, Actor hongarès (mort el 1946)
- 1 de maig – Kurt Vespermann, Actor alemany (mort el 1957)
- 18 de maig – Jeanie MacPherson, Actriu i guionista estatunidenca (morta el 1946)
- 21 de maig – Mabel Taliaferro, Actriu estatunidenca (morta el 1979)
- 30 de maig – Paulette Noizeux, Actriu francesa (morta el 1971)
- 1 de juny – Clive Brook, Actor britànic (mort el 1974)
- 16 de juny – Aage Bendixen, Actor danès (mort el 1973)
- 17 de juny – Jack Conway, Director i productor de cinema estatunidenc (mort el 1952)
- 1 d'agost – Anthony Coldeway, Guionista estatunidenc (mort el 1963)
- 5 d'agost – Reginald Owen, Actor britànic (mort el 1972)
- 10 d'agost – Sam Warner, Magnat del cinema estatunidenc (mort el 1927)
- 14 d'agost – Marija Leiko, Actriu de cinema letona (morta el 1937)
- 5 de setembre – Irene Fenwick, Actriu estatunidenca (morta el 1936)
- 26 de setembre – Antonio Moreno, Actor estatunidenc d'origen espanyol (mort el 1967)
- 30 de setembre – Lil Dagover, Actriu alemanya (morta el 1980)
- 5 d'octubre – Manny Ziener, Actriu alemanya (morta el 1972)
- 9 de novembre – Gertrude Astor, Actriu estatunidenca (morta el 1977)
- 11 de novembre – Maurice Elvey, Director i productor anglès (mort el 1967)
- 23 de novembre – Boris Karloff, Actor anglès (mort el 1969)
- 30 de novembre – Gyula Szőreghy, Actor hongarès (mort el 1943)
- 9 de desembre – Tim Moore, Actor estatunidenc (mort el 1958)
- 23 de desembre – John Cromwell, Actor, productor i director estatunidenc (mort el 1979)